# Syrphus hui
Syrphus hui är en tvåvingeart som beskrevs av He och Chu 1996. Syrphus hui ingår i släktet solblomflugor, och familjen blomflugor. Inga underarter finns listade i Catalogue of Life.